# 臭化タンタル(V)
臭化タンタル(V)（しゅうかタンタルご、Tantalum(V) bromide）は、Ta2Br10の化学式を持つ無機化合物である。反磁性を持つ黄色の固体で、すぐに加水分解する。2つのTaBr5サブユニットが臭素原子の架橋リガンドで結ばれ、辺を共有した八面体が2つ繋がった構造をしている。ニオブおよびタンタルの五塩化物および五ヨウ化物も、同じ構造を持つ。

## 合成と取扱い
この物質は、通常、管状炉中で高温で、臭素と金属タンタルまたは炭化タンタルの反応によって合成される。早期遷移金属の臭化物は液体であり、気体である塩化物よりも扱い易いことから、しばしば塩化物よりも好まれる。他のハロゲン化物分子と同様に、四塩化炭素等の無極性溶媒に可溶であるが、他の多くの溶媒とは反応してしまう。